# Samuel W Hill

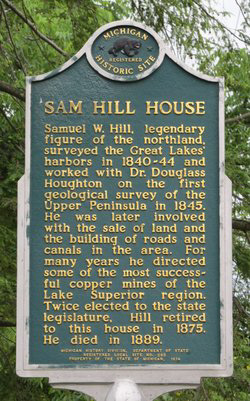
Marcador histórico en casa de Sam Hill en Marshall, Michigan

Samuel W. Hill (6 de noviembre de 1815 - 28 de agosto de 1889) fue un topógrafo, geólogo y desarrollador minero estadounidense en la Región del Cobre de Michigan.

## Infancia y experiencia temprana
Samuel Worth Hill nació en Starksboro, Vermont, hijo de Richard y Betsey Hill. Fue educado en una escuela de los Amigos (Cuáqueros) y recibió formación como ingeniero civil y topógrafo. Su primer encargo fue realizar un levantamiento del pueblo de Albion, Nueva York. En 1840, se mudó a Milwaukee y se convirtió en maestro de escuela en Racine. En 1841, Hill obtuvo un puesto en el Servicio Topográfico de los Estados Unidos y emprendió una expedición para marcar la línea divisoria entre Wisconsin y Michigan. Luego le asignaron realizar el levantamiento de la parte occidental de la Península Superior, incluyendo la Península de Keweenaw. En el otoño de 1841, Hill regresó a Racine y se convirtió en superintendente escolar hasta su nombramiento para realizar el levantamiento de la Península Superior.

## Región del Cobre
Samuel W. Hill trabajó junto a Douglass Houghton en su levantamiento lineal y geológico de la Península Superior. Después de la muerte de Houghton en 1845, Hill colaboró con Foster & Whitney en un estudio geológico de la región del cobre.Descubrió el valor de los recursos de cobre de la zona y organizó las primeras compañías mineras, y posteriormente se desempeñó como agente de la Quincy Mining Company. En 1859, Hill trazó el plano del pueblo de Hancock, que en ese entonces se encontraba en el municipio de Portage. Hill también concibió la idea de construir un canal de tres millas de largo entre el lago Portage y el lago Superior para transportar carga desde y hacia las minas de cobre.Hill colaboró en la organización de las minas Central y Phoenix, y fue el primer presidente de Copper Falls. Más tarde, Hill intentó desarrollar los recursos de cobre de la Isla Royale alrededor de la bahía Siskiwit.

## What in Sam Hill?
La propensión de Samuel W. Hill por el lenguaje obsceno era legendaria. Cuando sus amigos y vecinos contaban sus coloridas historias, sustituían las palabras malsonantes por "Sam Hill". Con el tiempo, la expresión "What in Sam Hill?" se extendió más allá de la Península de Keweenaw y se convirtió en parte del lenguaje estadounidense.

## Legado
Samuel W. Hill contrajo matrimonio con Susan A. Warren el 16 de julio de 1851. La señorita Warren fue una maestra pionera en la Península Superior y estableció la primera escuela en la región de Keweenaw. Los Hill establecieron su hogar en Marshall, Míchigan. Hill posteriormente sirvió en la legislatura de Michigan, siendo elegido en dos ocasiones.